# Messa (Puccini)
La Messa di Giacomo Puccini o Messa a quattro voci (attualmente conosciuta anche con il nome apocrifo di Messa di Gloria) è una messa per orchestra e coro a quattro voci, con tenore e baritono solisti, scritta fra il 1878 e il 1880.

## Storia
Puccini compose la Messa come esercizio per il diploma all'Istituto Musicale Luigi Boccherini di Lucca, dove la eseguì per la prima volta il 12 luglio 1880. Tuttavia il Credo era già stato scritto ed eseguito nel 1878 e fu inizialmente concepito da Puccini come un lavoro autonomo. La composizione fu molto apprezzata per la bellezza della melodia, per la notevole struttura e per l'originalità.
Puccini non pubblicò mai il manoscritto completo della Messa e, sebbene fosse stata ben accolta all'epoca, non fu più eseguita fino al 1952 (prima a Chicago e poi a Napoli). Tuttavia egli riusò alcuni dei temi musicali della Messa in altri lavori, come ad esempio il Kyrie nell'Edgar e l'Agnus Dei nell'opera Manon Lescaut, utilizzato nel II atto con il madrigale Sulla vetta tu del monte.
Alla fine della Seconda guerra mondiale, il sacerdote Dante Del Fiorentino acquistò una vecchia copia del manoscritto della Messa dalla famiglia Vandini di Lucca, pensando che fosse la partitura originale. Quest'ultima in realtà era in possesso della famiglia di Puccini e fu data da sua nuora alla Casa Ricordi, casa editrice del musicista. Ne scaturì una controversia legale che si risolse con la divisione dei diritti d'autore fra la Ricordi e la Mills Music, la casa editrice del manoscritto di Del Fiorentino.

## Struttura dell'opera
I. Kyrie
II. Gloria
1. Gloria in excelsis Deo
2. Laudamus te
3. Gratias agimus tibi
4. Gloria in excelsis Deo
5. Domine Deus
6. Qui tollis peccata mundi
7. Quoniam tu solus Sanctus
8. Cum Sancto Spiritu

III. Credo
1. Credo in unum Deum
2. Et incarnatus est
3. Crucifixus etiam pro nobis
4. Et resurrexit
5. Et in Spiritum Sanctum
6. Et unam sanctam
7. Et vitam venturi saeculi

IV. Sanctus e Benedictus
1. Sanctus Dominus Deus
2. Benedictus qui venit

V. Agnus Dei

## Partitura della Messa
G. Puccini: Messa di Gloria - versione per orchestra da camera